# Rudi Thomsen
Rudi Thomsen, né le 21 juillet 1919 à Randers et mort le 29 mars 2004 à Århus est un historien et numismate danois qui enseigna à l'université d'Aarhus.

## Biographie
Fils d'un tapissier, Rudi Thomsen grandit à Renders où, dès l'époque du lycée, il s'engage en politique aux côtés des jeunes socio-démocrates, parmi lesquels le futur premier ministre danois Jens Otto Krag. Un groupe de concitoyens s'unit pour lui payer ses études et en 1936 il commence à étudier l'histoire, le latin et la culture de la Grèce antique à la nouvelle université d'Aarhus, toute proche. En 1944 il obtient le grade de candidatus magisterii et en 1947 il devient le plus jeune philosophiæ doctor danois, diplôme obtenu après la soutenance de sa thèse sur The Italic Regions from Augustus to Lombard Invasions (« Les régions italiques d'Auguste aux invasions lombardes »).
De 1949 à 1957 il est inspecteur des musées auprès du musée royal des monnaies et des médailles de Copenhague. Il devient ensuite enseignant en histoire générale antique et médiévale à l'université d'Aarhus, une fonction qu'il conserve jusqu'à sa retraite en 1986. Cette retraite ne l'empêche cependant pas de retourner chaque jour à son bureau à l'université. En 1995 il est décoré par l'association de numismatique danoise.
Au cours de sa vie Thomsen écrit de nombreux ouvrages à portée historique, dont six biographies de grandes personnalités du monde antique. Sa production littéraire comprend également des recherches spécifiques sur l'Inde ou la Chine. Son œuvre la plus notoire est Early Roman Coinage. A Study of the Chronology, généralement mentionnée dans les bibliographies consacrées à la numismatique sous le sigle ERC, publiée en trois volumes de 1957 à 1961 à Copenhague.

## Publications
- (en) The Italic Regions from Augustus to the Lombard Invasion, Copenhague, Gyldendal, 1947, 339 p.
- (da) Den almindelige værnepligts gennembrud i Danmark, Copenhague, Gyldendal, 1949, 308 p.
- (en) Early Roman Coinage. A Study of the Chronology, vol. I à III, Copenhague, Nationalmuseet, 1957-1961, 251, 391 et 302
- (da) Historien. Gyldendals opslagsbog, Copenhague, Gyldendal, 1970, 320 p.
- (da) Verdenshistorien i grundrids, Copenhague, Gyldendal, 1973, 176 p.
- (en) King Servius Tullius : a historical synthesis, Copenhague, Gyldendal, 1980, 347 p. (ISBN 87-00-66302-6)
- (da) Hellenismens tidsalder, Århus, Aarhus Universitetsforlag, 1993, 287 p. (ISBN 87-7288-356-1)
- (da) Oldtidens penge, Århus, Sfinx, 1994, 192 p. (ISBN 87-89632-06-0)
- (da) Kleopatra : "kongernes dronning", Århus, Sfinx, 1996, 109 p. (ISBN 87-89632-10-9)
- (da) Kejser Nero, Århus, Sfinx, 1998, 141 p. (ISBN 87-89632-14-1)
- (da) Hannibal : Roms store modstander, Århus, Sfinx, 1998, 104 p. (ISBN 87-89632-16-8)
- (da) Byzans : middelalderens Romerrige, Århus, Aarhus Universitetsforlag, 1999, 172 p. (ISBN 87-7288-801-6)
- (da) Fønikerne : Libanons gamle handelsfolk, Århus, Aarhus Universitetsforlag, 2000, 68 p. (ISBN 87-7288-864-4)
- (da) Marcus Aurelius : en filosof på kejsertronen, Århus, Aarhus Universitetsforlag, 2001, 77 p. (ISBN 87-7288-870-9)
- (da) Augustus : liv og virke, Århus, Sfinx, 2001, 163 p. (ISBN 87-89632-22-2)
- (da) Herodes : jødernes konge, Århus, Sfinx, 2202, 163 p. (ISBN 978-87-89632-24-7 et 87-89632-24-9)